# Bad Muskau
Bad Muskau (antes Muskau, sorbio: Mužakow) es una ciudad balneario en el distrito de Görlitz, estado federado de Sajonia, Alemania. Esta a orillas del Neisse que forma la frontera entre Alemania y Polonia. En la ribera polaca esta la ciudad de Łęknica. Es conocida por el Parque de Muskau que ha sido designado Patrimonio de la Humanidad por la Unesco en 2004.

## Historia

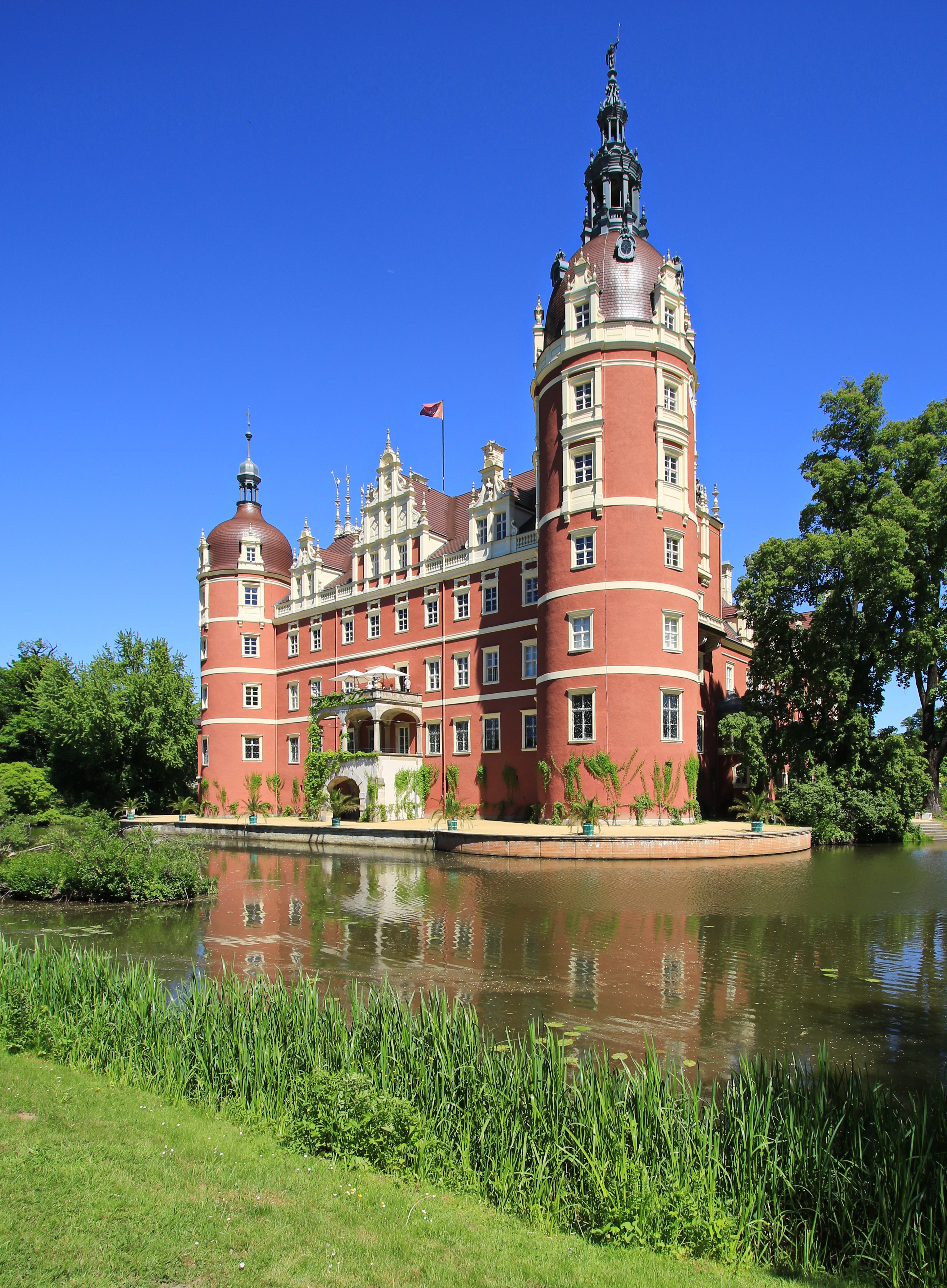
El Neues Schloss

Muskau, sorbio: Mužakow, fue fundada en el siglo XIII en un asentamiento wendo. La primera mención en documentos ocurre en el año 1259 y en 1452 obtuvo el título de ciudad. El condado de Muskau era el más grande del Sacro Imperio Romano Germánico. Hasta 1815 perteneció a los margraves de Alta Lusacia, cuando paso a Prusia como parte de la provincia de Silesia.
Las tropas napoleónicas en retirada desde Rusia, trajeron consigo una epidemia de fiebre tifoidea que mató a la quinta parte de la población de Muskau. En 1811 fue heredada por el conde y luego príncipe (Fürst) Hermann von Pückler-Muskau, que creó el famoso parque del lugar. En 1845 fue vendida al príncipe Wilhelm Friedrich Karl von Oranien-Nassau y finalmente, hasta 1945, fue gobernada por los condes von Arnim. 
Durante la Segunda Guerra Mundial la ciudad fue fuertemente dañada por la artillería soviética. Con la creación de la nueva frontera germano-polaca, siguiendo la línea Oder-Neisse, el pueblo de Lugknitz que estaba incorporado a Muskau, quedó en el lado polaco y fue renombrado Łęknica.
Muskau tiene un manantial de agua salmuera y un manantial único de vitriolo. Con la construcción de un balneario en 1962 se le agregó la clasificación de Bad al nombre de la ciudad.
El porcentaje de los ciudadanos sorbios ha ido decayendo, tendencia que se ha ido acentuado más en los últimos años. El sorbio sigue siendo una lengua oficial de la región, pero en la práctica casi no se usa.
La principal atracción de la ciudad es el Parque de Muskau y los edificios que este contiene. El Neue Schloss (Castillo Nuevo), un edificio en estilo renacentista que data de 1520 y que fue quemado en 1945, ha sido reconstruido.